# Елховый Куст
Елховый Куст (тат. Зирекле Куак) — татарское село в Новомалыклинском районе Ульяновской области.
Входит в состав Высококолковского сельского поселения. Ранее было центром Елхово-Кустинского сельсовета.

## География
Находится в 15 км к югу от райцентра и в 120 км от областного центра,  на левом берегу р. Большой Авраль. 

## История
Село Елховый Куст основано в 1699 году, после строительства — Закамской засечной черты, для охраны южно-восточных рубежей Русского государства от набегов кочевых племен.  Основателями села являются братья Алимхановы.
В 1780 году, при создании Симбирского наместничества, рядом существовало несколько одноимённых деревень: деревня Абдреева Большой Куст тож, деревня Моисеевка Елховой Куст тож (ныне Моисеевка), в ней же живут под названием деревни Моисеевой, деревня Авралей Елховой Куст тож, во всех —  служилые татары, вошла в состав Ставропольского уезда.
В 1883 году в селе насчитывалось 250 домохозяйств, которые имели по 6 десятин на ревизскую душу, 328 десятин сенокосных угодий и 39 десятин лесных угодий. Крестьяне относились к разряду удельных, то есть государственных.                                                                                                                   В 1910 году было 280 дворов, 2 мечети, водяная и ветряная мельницы. В 30-е годы 20 века мечети были закрыты и перестроены под школу и клуб. 
Первая  начальная школа была открыта в 1921 году, в 1952 году она стала семилетней, в 1958 – восьмилетней. В 1969 году была построена новая двухэтажная школа, учились в ней 480 детей. 
Колхоз имени Фрунзе был создан в 1931 году. В 1951 году в состав колхоза "Алга" Елхово-Кустинского сельсовета вошёл колхоз им. Кагановича Абдреевского сельского Совета.                                                                                  
В годы Великой Отечественной войны на фронт ушло 300 односельчан, из них не вернулось 164 человека.                                                                                                                                                            

## Население
| 1859 | 1889  | 1897  | 1910  | 2010 |
| ---- | ----- | ----- | ----- | ---- |
| 821  | ↗1439 | ↘1325 | ↗1649 | ↘526 |

Жители — преимущественно татары (97 %).

## Инфраструктура
СПК им. Фрунзе, школа, клуб, медпункт, функционируют две мечети: одна была открыта в 1990 году, вторая — в 1996 году.

## Достопримечательности
- На юго-западной окраине  села Елховый Куст расположена  курганная группа, в 3 км северо-западнее — поселение срубной культуры, относящиеся к эпохе бронзы. В 1973-75 годах  Средневолжская новостроечная археологическая экспедиция под руководством Л. Л. Галкина  проводила исследования в среднем течении р. Большой Авраль. Были раскопаны 4 кургана, в которых были найдены захоронения племён так называемой «Срубной» культуры, которые жили около трёх-четырёх тысяч лет назад.
- Памятник погибшим в Великой Отечественной войне